# Polypterozetes cherubin
Polypterozetes cherubin är en kvalsterart som beskrevs av Berlese 1916. Polypterozetes cherubin ingår i släktet Polypterozetes och familjen Polypterozetidae. Inga underarter finns listade i Catalogue of Life.